# Handwerkergymnasium
Das Handwerkergymnasium ist eine Zusatzqualifikation für Schüler des Beruflichen Gymnasiums in Deutschland. 2016 wurde das Bildungsmodell an der Walter-Gropius-Schule in Erfurt durch das Thüringer Ministerium für Bildung, Jugend und Sport in Kooperation mit der Handwerkskammer Erfurt eingeführt. Schüler des Beruflichen Gymnasiums können während des Abiturs zusätzlich wesentliche Bausteine der Meisterprüfung belegen. Inzwischen (2025) gibt es vier staatliche berufsbildende Schulen in Thüringen, an denen die Zusatzqualifikation belegt werden kann.

## Aufbau und Inhalte

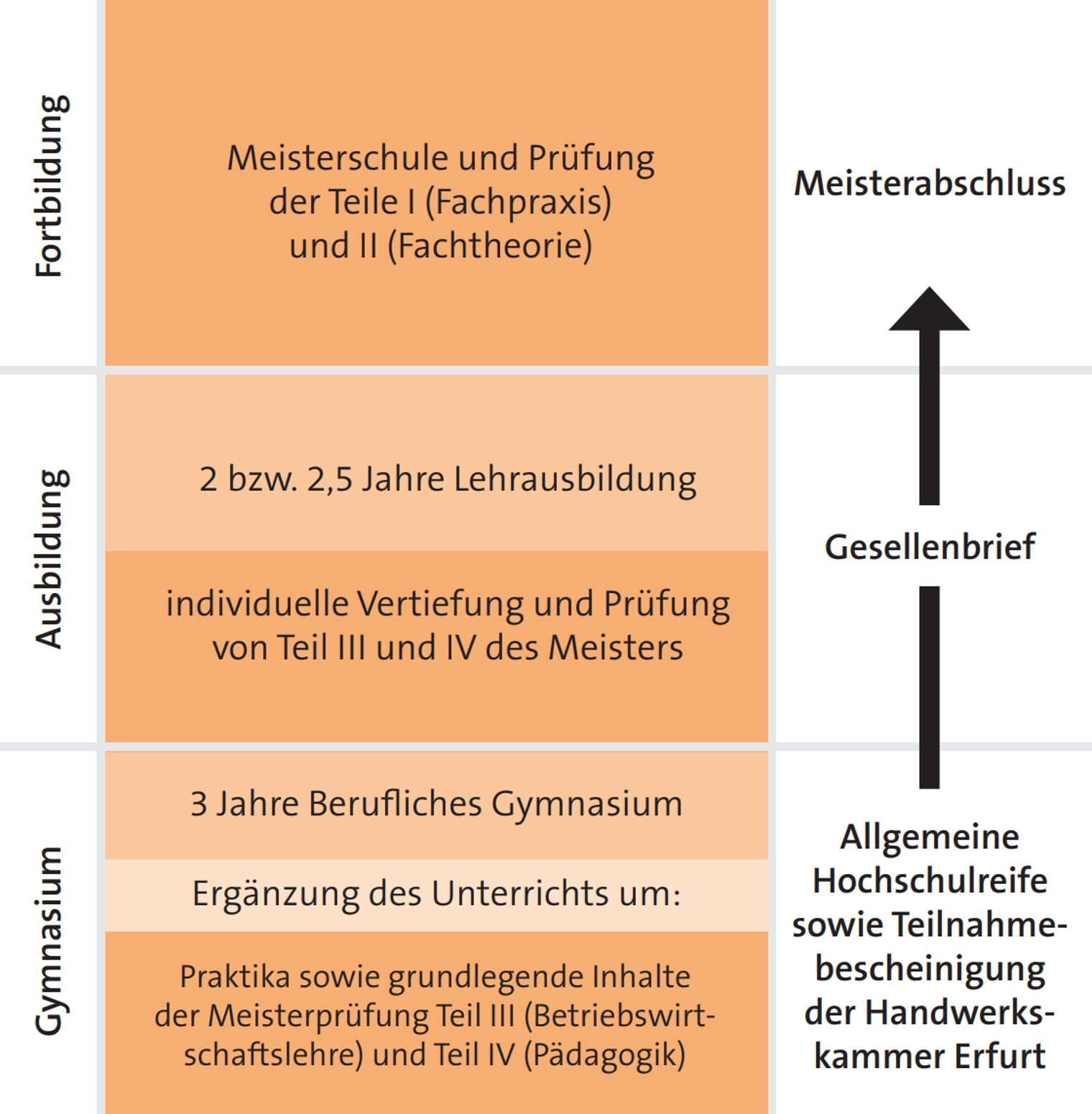
Ablauf Handwerkergymnasium

Das Handwerkergymnasium umfasst drei Jahre regulären Vollzeitunterricht des beruflichen Gymnasiums in der Sekundarstufe II. Neben den allgemeinbildenden Schulfächern wird der Stundenplan um die beiden Bereiche Betriebswirtschaftslehre und Berufspädagogik ergänzt. Diese Inhalte entsprechen zwei der vier Bausteine der Ausbildung zum Handwerksmeister.
In der Einführungsphase werden im Wahlpflichtunterricht und in der Qualifikationsphase im Wahlunterricht ergänzend die Inhalte der Meisterausbildung vermittelt. Dies ermöglicht den vollständigen Erwerb der beiden fachübergreifenden Bausteine des Meisterabschlusses bereits während der Schulzeit.

## Praxisphasen
In die Klassenstufen 11 und 12 sind jeweils Praxisphasen in das Curriculum integriert. Die Schüler knüpfen während ihres betrieblichen Praktikums erste Kontakte zu Handwerksunternehmen. Die Handwerkskammer Erfurt unterstützt die Schüler entsprechend ihren Interessen bei der Findung des passenden Unternehmens. Ziel ist die Vernetzung von anerkannten Ausbildungsbetrieben mit potentiellen Auszubildenden. Somit bildet die Praxisphase während der Schulzeit einen wichtigen Baustein für die berufliche Orientierung. Zusätzlich werden je nach Schule auch Werkstatttage, Existenzgründungs-Workshops oder andere praxis- und wirtschaftsnahe Projekte angeboten.

## Abschluss und Karrieremöglichkeiten
Die Schüler des Handwerkergymnasiums schließen mit der Allgemeinen Hochschulreife ab. Sie können zudem ihre Prüfung zur Betriebswirtschaft (entspricht dem Fortbildungsabschluss „Geprüfte/r Fachfrau/-mann für kaufmännische Betriebsführung nach der Handwerksordnung“) und zur Berufspädagogik (entspricht dem Fortbildungsabschluss „Ausbilder-Eignungsprüfung AEVO“) ablegen.
Anschließend haben sie generell die Möglichkeit die duale Ausbildung um ein Jahr zu verkürzen. Sollten sie sich nach abgeschlossener Ausbildung im Handwerk für einen Meisterlehrgang entscheiden, sind nur noch die zwei fachspezifischen Teile des Meisterkurses zu absolvieren. Die Meisterausbildung wird dadurch um ca. ein halbes Jahr kürzer und kostengünstiger. Der Zeit- und Kostenvorteil gegenüber dem herkömmlichen Ausbildungsweg bis hin zum Meister soll dem Fach- und Führungskräftemangel im Handwerk entgegenwirken.
Absolventen des Handwerkergymnasiums steht nach dem Abitur auch der Weg in einen nicht handwerksbezogenen Ausbildungsberuf oder zum Studium an einer Hochschule offen. Die vermittelten Inhalte der Betriebswirtschaftslehre und Berufspädagogik sind hierfür teilweise individuell anrechenbar.

## Schulen
Aktuell kann man die Zusatzqualifikation Handwerkergymnasium an vier staatlichen berufsbildenden Schulen belegen:
- Walter-Gropius-Schule in Erfurt (Zusatzqualifikation „Handwerkergymnasium“), Fachrichtungen: Bautechnik, Metalltechnik, Gestaltungstechnik[5]
- Andreas-Gordon-Schule in Erfurt (Zusatzqualifikation „Handwerkergymnasium“), Fachrichtungen: Elektrotechnik, Daten- und Informationstechnik[6]
- Staatliches Berufsschulzentrum Kyffhäuserkreis in Sondershausen (Zusatzqualifikation „BG+ Management für Handwerk und Wirtschaft“), Fachrichtung: Wirtschaft, Daten- und Informationstechnik[7]
- Berufsschulcampus Unstrut-Hainich in Mühlhausen (Zusatzqualifikation „BG+“), Fachrichtung: Wirtschaft, Daten- und Informationstechnik[8]

## Abgrenzung
Das Handwerkergymnasium ist kein sog. Berufsabitur. Das Berufsabitur ist ein doppelqualifizierender Bildungsgang, der Ausbildung und Abitur verknüpft und zu einem Ausbildungsabschluss sowie der Hochschulreife führt. Modelle gibt es in integrierter und konsekutiver Form in verschiedenen Bundesländern.